# John W. Longyear

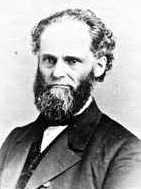
John W. Longyear

John Wesley Longyear (* 22. Oktober 1820 in Shandaken, Ulster County, New York; † 11. März 1875 in Detroit, Michigan) war ein US-amerikanischer Politiker. Zwischen 1863 und 1867 vertrat er den Bundesstaat Michigan im US-Repräsentantenhaus.

## Werdegang
John Longyear besuchte die Lima Academy im Staat New York und arbeitete danach einige Jahre als Lehrer. Im Jahr 1844 zog er nach Mason in Michigan, wo er ebenfalls als Lehrer tätig war. Nach einem anschließenden Jurastudium und seiner im Jahr 1846 erfolgten Zulassung als Rechtsanwalt begann er ab 1847 in Lansing in seinem neuen Beruf zu praktizieren.
Politisch war Longyear Mitglied der Republikanischen Partei. Bei den Kongresswahlen des Jahres 1862 wurde er im dritten Wahlbezirk von Michigan in das US-Repräsentantenhaus in Washington, D.C. gewählt, wo er am 4. März 1863 die Nachfolge von Francis William Kellogg antrat. Nach einer Wiederwahl im Jahr 1864 konnte er bis zum 3. März 1867 zwei Legislaturperioden im Kongress absolvieren. Diese waren von den Ereignissen des Bürgerkrieges und dessen Folgen geprägt. Seit 1865 erlebte er im Kongress den Konflikt zwischen seiner Partei und dem neuen Präsidenten Andrew Johnson über die Reconstruction. Während seiner Zeit im US-Repräsentantenhaus war John Longyear Vorsitzender des Ausschusses zur Kontrolle der Ausgaben für öffentliche Liegenschaften.
1866 verzichtete Longyear auf eine erneute Kandidatur für den Kongress. In diesem Jahr nahm er als Delegierter am Loyalistenkongress in Philadelphia teil. 1867 war Longyear Mitglied einer Versammlung zur Überarbeitung der Staatsverfassung von Michigan. Am 7. Februar 1870 wurde er von Präsident Ulysses S. Grant zum Richter am Bundesbezirksgericht für den östlichen Teil von Michigan ernannt. Im Jahr 1871 zog er nach Detroit, wo er am 11. März 1875 verstarb.